# Gymnosophistis
Gymnosophistis é um gênero de traça pertencente à família Brachodidae.